# 易贞美
易贞美（1815年12月9日—1862年2月19日）是一位来自清朝四川省绵阳的罗马天主教圣徒。

## 生平
易贞美是家中最小的孩子，她在12岁时就已承諾守貞。易贞美平時喜歡讀書，20岁那年，她生了一場大病。康复后，易贞美更加重视自己的精神生活，並虔诚的遵守祈祷纪律。 
易贞美父亲去世后，她与她的兄弟和母亲住在一起，並利用业余时间向附近的孩子传教。後來，她的兄弟去重庆行医，易贞美和其母亲一同搬家前往重慶。
几年后，她的兄弟又搬到贵阳，在此期间她的母亲去世了。她此後继续从事传教工作。然而後來出于自己的安全考慮，她决定待在修女院內。此后不久，她身体欠佳，她被迫回家。1861年，一位主教请她再次前往修道院。 尽管有亲戚的反对，她还是回到那里工作。 
1862年，她和巴黎外方傳教會神父文乃尔前往貴州開州宣教，但那时因為貴州巡撫田兴恕仇視基督徒，所以张天申、吴学圣、陈显恒和文乃尔都被判处死刑。2月18日，他们在被处决當天在路上遇到了易贞美，結果由於易贞美拒绝放弃對天主教的信仰被捕入獄並被判处死刑。 第二天，即1862年2月19日中午，易贞美被斩首。一些勇敢的天主教徒将這五名殉教信徒的遗体埋葬起來。
教宗约翰·保罗二世于2000年10月1日将易贞美及其同伴列為中華殉道聖人。